# Johann Rufinatscha
 (août 2025).
Si vous disposez d'ouvrages ou d'articles de référence ou si vous connaissez des sites web de qualité traitant du thème abordé ici, merci de compléter l'article en donnant les références utiles à sa vérifiabilité et en les liant à la section « Notes et références ».
Johann Rufinatscha est un compositeur autrichien, théoricien et professeur de musique né le 1er octobre 1812 à Mals, alors en Autriche, aujourd’hui Malles Venosta dans la région du Trentin-Haut-Adige, en Italie – mort le 25 mai 1893 à Vienne.

## Biographie
Dès l'âge de 14 ans, il étudie, au conservatoire d'Innsbruck, le violon, le piano et la théorie de la musique. En 1835, à l'âge de 22 ans, il part pour Vienne où il demeure jusqu'à la fin de sa vie. C'est dans cette ville qu'il trouve la reconnaissance et qu'il devient un professeur de piano et d'harmonie important.
Entre 1834 et 1846, il écrit cinq symphonies (dont la troisième est perdue), une ouverture Inner Kampf et un imposant quatuor avec piano en ut mineur.
En 1846, il compose deux grandes symphonies : la quatrième en ut et la cinquième en si mineur. Brahms fait sa connaissance en 1862.
En tant que professeur de musique, il forme, parmi ses élèves, Ignaz Brüll, compositeur-pianiste et Julius Epstein.
Il demeure l'un des compositeurs très renommé du Tyrol au XIXe siècle. Ses œuvres peuvent apparaître comme un maillon entre celles de Franz Schubert et Anton Bruckner.
Peu de temps avant sa mort, il fait don de ses manuscrits au Musée provincial du Tyrol.

## Ses compositions
Ce qui suit est une liste de ses compositions les plus connues :

### Musique pour orchestre
- Symphonie no 1 en ré majeur (1834),
- Symphonie no 2 en mi bémol majeur (1840),
- Symphonie no 3 en fa majeur (perdue),
- Symphonie no 4 en ut mineur (1846) : seul le piano à quatre mains adaptation en 3 mouvements existants survit,
- Symphonie no 5 en si mineur (1846) : pour les deux versions existent piano à quatre mains et orchestre,
- Symphonie no 6 en ré majeur (vers 1865) : pour les deux versions existent piano à quatre mains et orchestre,
- Concerto pour piano (1850) : a marqué à la fois pour orchestre et piano à quatre mains
- Sérénade pour cordes.

### Musique de chambre
- Quatuor à cordes en mi bémol majeur (1850),
- Quatuor à cordes en sol majeur (1870),
- Trio avec piano en la bémol majeur (1868) : troisième mouvement semble être un remaniement du 2e mouvement du Concerto pour piano,
- Quatuor avec piano en ut mineur (1836),
- Quatuor avec piano en la bémol majeur (1870) : le premier et le dernier mouvement peut-être d'un remaniement des compositions antérieures.

### Musique instrumentale
- Sonate pour piano 4-mains en ré mineur (1850),
- Sonate pour piano nº 2 en ut majeur, op.7 (1855)[3],
- Six Pièces de caractère, opus 14 (1871)[4],
- Sonate pour piano en ré mineur, op.18 (1880).

## Discothèque sélective
Le Musée d'État du Tyrol publie plusieurs CD avec des œuvres du compositeur. On note : les  symphonies existantes (nº 1, 2, 5 et 6), le Trio avec piano, les quatuors à cordes en mi bémol majeur et sol majeur, la réduction à quatre mains du concerto pour piano et la version grand orchestre ainsi que deux ouvertures de concert. 
Chandos Records vient d'éditer la 6e Symphonie et l'ouverture La Fiancée de Messine (mars 2011).

## Source
- (en) Cet article est partiellement ou en totalité issu de l’article de Wikipédia en anglais intitulé « Johann Rufinatscha » (voir la liste des auteurs).